# 佛罗多·巴金斯
佛羅多·巴金斯（Frodo Baggins），英國作家J·R·R·托爾金的《魔戒》小說和新线电影公司同名电影中的人物。他是居住在夏爾袋底洞的一名哈比人，於第三紀元2968年9月22日出生。佛羅多·巴金斯是魔戒整个故事的一条主线也是最主要的人物之一。

## 主要情节
以下是以佛羅多·巴金斯为主线的《魔戒三部曲》電影情节。

### 夏爾
佛羅多·巴金斯原本只是一個普通的哈比人，与叔叔比爾博·巴金斯一起生活。在夏尔他还有几个相当不错的邻居，包括他的园丁山姆衛斯·詹吉，好朋友梅里和皮聘。在比爾博111岁生日的时候，灰袍巫师甘道夫到来为比尔博庆祝，不料在生日宴会上发生了意想不到的事情，佛羅多才知道叔叔有一个神奇戒指（根据后来的霍比特人电影结尾提及，甘道夫已经知道有个戒指，但是不知道是万戒之王，所以没怎么重视）。當時甘道夫也不知道比尔博到底有一个怎么样的戒指，从戒指释放出的力量他判断，这不是一个普通的东西，经过一番查证，他断定这就是索倫的戒指。因为魔戒的力量过于强大，甘道夫自己无法控制魔戒的力量，于是他命令佛羅多带着魔戒去瑞文戴爾寻求办法。

### 往瑞文戴爾途中
甘道夫建議（或命令）他與園丁山姆以及兩位友人梅里與皮聘出發前往瑞文戴爾，途中遇上戒靈追捕，後因亞拉岡（即之後的人皇）幫助而順利抵達，但在途中佛羅多於風雲頂已遭到戒靈之首的巫王刺傷，而後經由瑞文戴爾的精靈公主亞玟（在原著小說是精靈领主葛羅芬戴爾）接应救往瑞文戴爾。

### 远征队的建立和解散
在到達瑞文戴爾後，精靈王愛隆召開了一場會議，佛羅多與其他三名哈比人（山姆、梅里與皮聘）、亞拉岡、波羅莫、甘道夫、精靈勒苟拉斯、矮人金靂被賦予前往末日火山摧毀魔戒的使命成為魔戒遠征隊，但他們選錯了捷徑，誤入了已成為炎魔及大量半獸人盤據之地的摩瑞亞，甘道夫為確保眾人安危而與炎魔雙雙墜入都靈深淵中。
遠征隊剩餘成員前往羅斯洛利安，在獲得充分補給後決定走水路前往魔多，但被由白轉黑的巫師薩魯曼從中阻擾，派出強獸人追殺遠征隊，波羅莫因而喪生，梅里與皮聘遭強獸人俘虜，佛羅多與山姆渡船前往魔多。

### 遭遇咕嚕
亞拉岡，金靂和精靈王子勒苟拉斯以為佛羅多被半獸人抓走，因此他們尾隨前往拯救他們。其實佛羅多與山姆已經乘坐小船離開了。
之後他們帶著精靈族給的乾糧繼續往厄運山谷的方向前進，由於魔戒的力量越來越強大，半獸人的隊伍也不時地出現在他們面前。
不久之後他們發現有什麼東西一直尾隨他們，這就是魔戒的第二個半身人主人，已經被魔戒的力量改變得面目全非的咕嚕。佛羅多自認馴服了他，希望他幫他們帶路前往末日火山，但是山姆自開始就認定咕嚕並不可靠，對其懷有戒心。也許咕嚕本來真的存心向善，但魔戒的力量實在太過強大—他最後背叛了兩名哈比人。
在米那斯魔窟的山谷，咕嚕首先使用離間計讓佛羅多趕走了山姆，再暗地裡將精靈乾糧掉下深谷，然後把佛羅多騙入蜘蛛怪屍羅的巢穴，佛羅多因而被屍羅注入毒液。另一方面，山姆在山腳下看到了被咕嚕扔下的精靈乾糧，義無反顧的返回，當發現佛羅多遇害時，悲痛萬分，山姆毅然決然撿起魔戒繼續旅程，但在途中聽見半獸人說其實佛羅多只是被注入毒液的呈現假死狀態時，就計劃去拯救佛羅多。
山姆成功從毫無戒備的半獸人士兵手下救出了佛羅多，而兩人也打扮成半獸人，潛入魔多到達末日火山。

### 末日山谷
當兩人終於抵達末日火山時，佛羅多已不再有足夠的意志力來對抗魔戒，他被擊垮了，在他戴上魔戒隐身准备逃走的时候，咕嚕突然出现。已经被魔戒的黑暗力量完全吸引的咕嚕跳到佛羅多的身上抢夺魔戒。他將魔戒連同佛羅多的手指一同咬下，但是随后在與佛羅多搏鬥中失身落入熔岩中，同魔戒一起在熔岩中燃烧殆尽。佛羅多也掉下，幸好一手緊握著懸崖，最後被山姆所拯救。魔戒释放的巨大力量导致了火山的喷发。巨大的熔岩流追赶着两人，并把他们最终包围在一块巨石之上。
看着身边滚滚的炙热熔岩流和满天飞舞的火山灰和落下的石块，二人充满了绝望，只是等待着死亡的到来。好在很快甘道夫派来的救兵两只巨鷹将他们救起。

### 国王归来
经过多天的修养，佛羅多终于醒来，他的朋友们和甘道夫都来看望他。魔戒被彻底摧毁，索倫的黑暗力量再也没有复苏的可能，中土世界暂时回到了和平的状态。由于四个哈比人在整个摧毁魔戒的过程中起到了举足轻重的作用，所以在亞拉岡的登基仪式上受到了来自各族的最崇高的敬意。

### 返回夏尔

電影裡的佛羅多·巴金斯（伊利亞·伍德 飾演）

佛羅多和他的朋友在阿拉贡的王国住了一段时间后向西返回夏尔。经过这一系列的洗礼，他们都变化了很多。佛羅多试着把这一切都记录下来，但是寫到一半，他的任务就已经结束了，由于在風雲頂受過戒靈之王安格瑪巫王的一劍，當時的傷口仍然不時作痛，他必须跟从老比尔博·巴金斯、甘道夫等乘着精灵的大船驶往不死之地瓦林诺，於是剩下的内容就在瓦林諾完成

## 原著情节
佛羅多和他的朋友在返回夏爾後，發現萨魯曼秘密的來到了夏爾施行暴虐統治，在經歷了臨水之戰後，薩魯曼被葛力馬·巧言所殺。

## 名字来源
佛罗多（原文：Frodo）是托尔金用古英语frod（睿智）和常见的阳性词尾-o组合而成。
托尔金为他设想的真实名字是Maura，是一个哈比人的传统名字，由字根Maur-和哈比人常见的男性人名词尾-a构成，Maur-或许和洛汗语的形容词Maur-（睿智）同源，因此，在托尔金的设定中，Frodo是Maura的译名。

## 脚注
1. ↑  《中土的人民》